# ウエストレイク・レコーディング・スタジオ
ウエストレイク・レコーディング・スタジオ (Westlake Recording Studios) は、ウェスト・ハリウッドにある有名な録音スタジオである。

## 歴史
ウエストレイク・オーディオ (Westlake Audio) として、1970年代に「音響的基準を満たした上で、相互に交換可能なレコーディング・ルームを備えた」というふれこみでトム・ヒドレーによって創設された。レコーディング・ポジションにおいて均等でフラットな音域レスポンスを得ながら、残響音の遅延時間を調節可能にすることが音響設計上の狙いであった。スタジオは人気を博し、1970年代後半になるとウエストレイク・スタイルを取り入れるスタジオが相当数にのぼった。
これまでにマイケル・ジャクソン、メン・アット・ワーク、ジョシュ・グローバン、クインシー・ジョーンズ、アラニス・モリセット、デイヴ・マシューズ、マドンナ、リアーナ、アリーヤ、ブリトニー・スピアーズ、ジャスティン・ティンバーレイク、ナイン・インチ・ネイルズ、ジャスティン・ビーバーなど、相当数の著名アーティストに利用されている。ウエストレイク・スタジオで音声収録した映画やテレビ番組もまた相当数にのぼる。

## 録音スタジオ
ウエストレイク・スタジオには4部屋のフルサイズ・ライブルームと、2部屋のプロダクション・ルーム、ミキシング・ルームの計7部屋の録音スタジオがある。スタジオAとBはロサンゼルスのビバリー通りに面しており、スタジオC、D、E、およびプロダクション・ルーム1と2はウェスト・ハリウッドのサンタ・モニカ通りに面している。

### スタジオA
スタジオAはウエストレイクで最も歴史あるレコーディング・ルームの一つである。ここでは史上最高のセールスを記録したマイケル・ジャクソンのアルバム『スリラー』がレコーディングされている。スタジオAのコントロール・ルームは60チャンネルのニーヴ・V3コンソールと、ピアノ用アイソレーション・ルームを含む110平米のトラッキング・ルームをその特徴としている。

### スタジオB
スタジオBは72チャンネルのソリッド・ステート・ロジック 4072Gコンソールと、豊富なアウトボード類をその特徴とするフルサイズ・スタジオである。46平方メートルのトラッキング・ルームと6.0平方メートルのアイソレーション・ルームを有する。

### スタジオC
スタジオCは72チャンネルのソリッド・ステート・ロジック 9072Jコンソールと、豊富なアウトボード類をその特徴とするフルサイズ・スタジオである。93平方メートルのトラッキング・ルームと広いプライベート・ラウンジを有する。

### スタジオD
スタジオDはウエストレイク・スタジオ最大のレコーディング・ルームである。72チャンネルのニーヴ・VRコンソールと、豊富なアウトボード類が特徴的である。メインのトラッキング・エリアは104平米、19平米のピアノ用アイソレーション・ルーム、54メートルのアイソレーション・ルームを有する。スタジオDにはプライベート・エントランスと、トラッキング・ルームを見渡せるロフトを含む3つのラウンジがある。

### スタジオE
スタジオEはソリッド・ステート・ロジック 9072Jをメイン・コンソールとしたミキシング・ルームである。ウエストレイク・スタジオ内で最大数のアウトボードが収蔵されている。4.8平米のボーカル・ブースとプライベート・ラウンジがある。

### プロダクション・ルーム1&2
5部屋の録音スタジオの他に、ウエストレイク・スタジオには2部屋のオーバー・ダブと作曲、ミキシング用にデザインされたプロダクション・ルームがある。この2部屋にはソリッド・ステート・ロジック AWS 900+が備えられており、ボーカルやギター、ベースや他の小型楽器のレコーディングに使用可能な小規模なトラッキング・ルームもある。